# Mesotaenium macrococcum
Mesotaenium macrococcum — вид мікроскопічних водоростей з родини Mesotaeniaceae відділу харофітів (Charophyta). Росте на вологій поверхні каменів та на вологому ґрунті у помірному кліматичному поясі Європи.

## Опис
Клітини короткоциліндричні з широко закругленими кутами. Клітини розміром 20-25x15 мкм. Ростуть в щільних моноспецифічних популяціях, вбудованих у загальну слизисту масу. Клітини забезпечені пластинчастим хлоропластом. У частині клітин хлоропласт спостерігається спереду (майже стикається з клітинною стінкою), в інших клітинах хлоропласт зустрічається збоку (заповнює лише невелику частину вмісту клітини).